# قره‌چای‌لی
قره‌چای‌لی (به لاتین: Qaraçaylı) یک منطقه مسکونی در جمهوری آذربایجان است که در شهرستان شابران واقع شده‌است.